# Narzeczona dla geniusza
Narzeczona dla geniusza (I.Q.) – amerykański film komediowy z 1994 roku.

## Obsada
- Walter Matthau – Albert Einstein
- Tim Robbins – Ed Walters
- Meg Ryan – Catherine Boyd
- Lou Jacobi – Kurt Gödel
- Gene Saks – Boris Podolsky
- Joseph Maher – Nathan Liebknecht
- Stephen Fry – James Moreland
- Charles Durning – Louis Bamberger
- Roger Berlind – Duncan
- Tony Shalhoub – Bob Walters
- Helen Hanft – Rose
- Timothy Jerome – Naukowiec
- Greg Germann – Bill Riley

## Opis fabuły
W uniwersyteckim miasteczku Princeton mieszka genialny fizyk Albert Einstein. Jego siostrzenica Catherine zamierza poślubić nudnego psychologa, Jamesa. Pewnego dnia psuje się samochód Catherine i Jamesa, trafiają więc do warsztatu samochodowego. Pracujący tam mechanik Ed od pierwszego wejrzenia zakochuje się w Catherine. Przez przypadek zostawiła ona w warsztacie zegarek. Ed postanawia osobiście odnieść zgubę i ma nadzieję znów spotkać Catherine, ale spotyka samego Alberta Einsteina. Ed od razu zyskuje sympatię uczonego. Naukowiec postanawia nie dopuścić do ślubu z nudziarzem Jamesem i wyswatać siostrzenicę z Edem. Wraz ze swoimi przyjaciółmi obmyśla plan jak zrobić ze zwykłego mechanika obiekt uczuć Catherine. Namawia Eda, by wziął udział w rozpoczynającym się w Princeton międzynarodowym sympozjum naukowym jako genialny fizyk samouk i przedstawił wyniki rewelacyjnych badań. Po prezentacji Ed zostaje okrzyknięty geniuszem. Wszystko wskazuje na to, że plan Alberta powiedzie się. Jednak zazdrosny James nie zamierza się poddać .